# Frans Breteler
Frans Breteler (dr. ir. F.J. Breteler) (1932) is een Nederlandse plantkundige. Hij studeerde bosbouw (houtteeltkundige richting) aan de Landbouwhogeschool in Wageningen, thans 
Wageningen University & Research (WUR). Hij is gespecialiseerd is in de flora van Afrika. Volgens de Index Kewensis (IK) heeft hij zo'n honderdtwintig nieuwe botanische namen (mede)gepubliceerd. Als medewerker van het Herbarium Vadense te Wageningen bewerkte hij onder meer het geslacht Prioria van de onderfamilie Caesalpinioideae van de familie Leguminosae (of Fabaceae).
- Bibsys: 90369689
- Bibliothèque nationale de France: cb12222384c (data)
- Author citation (botany): Breteler
- CiNii: DA06051081
- Gemeinsame Normdatei: 136598307
- International Standard Name Identifier: 0000 0001 1672 1089
- Library of Congress Control Number: n89623122
- Nederlandse Thesaurus van Auteursnamen: 06838159X
- ORCID: 0009-0001-0581-5634
- Réseau des bibliothèques de Suisse occidentale: 02-A003041827
- Système universitaire de documentation: 030900581
- Virtual International Authority File: 73904812
- WorldCat: E39PBJxWYMYtCw9kWXB3mrPqQq